# Между тремя поветриями (фильм)
«Между тремя поветриями» (эст. Kolme katku vahel) — советский телефильм 1970 года Эстонского телевидения, режиссёры Вирве Аруоя и Яан Тооминг.
Автор сценария — писатель Яан Кросс, который после выхода фильма написал одноимённый роман, (сюжет сценария является третьей частью романа), ставший одним из популярнейших романов Эстонии.

## Сюжет
О судьбе философа второй половины XVI века — Балтазара Руссова — первого в истории пастора-эстонца, автора «Хроники Ливонской провинции».
XVI век. Таллинн под властью Швеции. Эстонский пастор Бальтазар Руссов борется за себя в немецкоязычном высшем классе, но который также близок душе не-немецкого сельского народа. Чужак в своей собственной стране, он становится тайным летописцем хроники своего времени.

## В ролях
- Георг Отс — Бальтазар Руссов
- Антс Лаутер — Хорн
- Яан Тооминг — Слахтер
- Антс Эскола — Мяртен
- Волдемар Пансо — Майдель
- Эндел Пярн — Гандерзен
- Аарни Ромппайнен — Лейсенхаузен
- Райне Лоо — Элизабет, жена Бальтазара Руссова
- Ирья Аав — Эпп, служанка Бальтазара Руссова
- Хейно Мандри — Топфф
- Карл Адер — аптекарь
- Аго-Эндрик Керге — Вольтер, сын Майделя
- Файме Юрно — дочь вдовы

В эпизодах:

## Критика
Если большинство эстонских телевизионных фильмов — это либо минималистские драмы, либо музыкальные фильмы, то «Между тремя поветриями» Вирве Аруоя 1970 года сломал эту модель. Фильм, снятый по сценарию Яна Кросса, поистине эпичен, во многом благодаря исполнителю главной роли Георгу Отсу.
Оригинальный текст (эст.)Kui enamik Eesti Telefilmi linateosed on kas minimalistlikud draamad või muusikafilmid, siis Virve Aruoja 1970. aastal valminud "Kolme katku vahel" murdis selle mudeli. Jaan Krossi stsenaariumil põhinev film on tõeliselt eepiline, paljuski ka tänu sellele, et peaosas astub üles kultusliku rolli teinud Georg Ots.

«Между тремя бедствиями» родился как скромный камерный телефильм, который к настоящему времени немного канул в лету. Однако, как инициатор создания крупного произведения эстонской литературы и автор записей о важных культурных деятелях, он заслуживает того, чтобы его видели сегодня.
Оригинальный текст (эст.)“Kolme katku vahel“ sündis tagasihoidliku kammerliku telefilmina, mis praeguseks on veidi unustusse vajunud.  Eesti kirjanduse suurteose initsieerija ja oluliste kultuuritegelaste jäädvustajana väärib ta aga vaatamist tänagi.